# Eilema notifera
Eilema notifera là một loài bướm đêm thuộc phân họ Arctiinae, họ Erebidae.